# Vikeså
Vikeså es una localidad de la provincia de Rogaland en la región de Vestlandet, Noruega. A 1 de enero de 2017 tenía una población estimada de 1039 habitantes.
Se encuentra ubicada al sur del país, cerca de la costa del mar del Norte y del fiordo de Bokna. 